# Apple Worldwide Developers Conference
Worldwide Developers Conference (абревіатура WWDC) — щорічна конференція розробників для платформи Macintosh. Проводиться компанією Apple Computer в Сан-Франциско, Каліфорнія (США).

## Історія
Перша WWDC відбулася в Монтерреї (Каліфорнія, США) у 1983 році. До 2002 року WWDC проводилася в середині травня. Але з 2002 до 2005 року проведення конференції було перенесено на червень. Останнім часом WWDC націлена на презентацію нових функцій платформи і нових пристроїв.

### WWDC 2008
Проводилася з 9 по 13 червня в Moscone West в Сан-Франциско (США).

### WWDC 2009
Захід проходив з 8 по 12 червня у виставковому центрі Moscone West, Сан-Франциско (США). Презентацію відкриття проводив не Стів Джобс, який все ще не повернувся з лікарняної відпустки, а старший віце-президент Apple з маркетингу Філ Шиллер.
На WWDC 2009 був представлений очікуваний iPhone третього покоління. Офіційна назва iPhone 3GS. Серед заявлених функцій: 3-мегапіксельна камера з автофокусом, запис відео, голосове керування, цифровий компас.
Були продемонстровані Mac OS X 10.6, Safari 4.0, оновлена лінійка ноутбуків MacBook Pro.

### WWDC 2010
WWDC 2010 пройшла з 7 по 11 червня в Moscone West, Сан-Франциско (США). Стів Джобс представив новий iPhone 4, оголосив про перейменування iPhone OS в  iOS і анонсував два нових додатки: FaceTime та iMovie.

### WWDC 2011
WWDC 2011 проходила з 6 по 10 червня у виставковому комплексі Moscone West, Сан-Франциско (США). Там представили ОС iOS 5, OS X Lion і хмарний сервіс iCloud.

### WWDC 2012
WWDC-2012 проходила з 11 по 15 червня в Сан-Франциско (США). На презентації були анонсовані ОС iOS 6 і OS X Mountain Lion. Також представлені оновлені MacBook Pro і MacBook Air. Цікавим є той факт, що квитки на конференцію були повністю розпродані менш ніж за 2 години після початку продажі.

### WWDC 2013
WWDC 2013 проходила з 10 по 14 червня у виставковому комплексі Moscone West, Сан-Франциско (США). У перший день під час відкриття конференції були представлені ОС OS X Mavericks і iOS 7. Отримав значне оновлення комп'ютер Mac Pro. MacBook Air отримав процесор Intel Haswell. Були представлені нові покоління AirPort Extreme і Time Capsule. Як стверджують покупці, всі квитки на конференцію були розкуплені за 71 секунду після старту продажів. Також Apple провела розіграш 150 квитків для студентів, які залишили заявку на офіційному сайті компанії.

### WWDC 2014
WWDC 2014 проходила з 2 по 6 червня у виставковому комплексі Moscone West, Сан-Франциско (США). Були представлені  OS X 10.10 і iOS 8.

### WWDC 2015
Apple представили нову десктопну версію ОС під назвою OS X El Capitan.  Публічна версія ОС стала доступна восени 2015 року. Багато змін було зроблено в  iOS 9: з'явились "Новини", багатовіконний режим для iPad, а "Нотатки", Siri та "Карти" стали набагато функціональніші. Було анонсовано watchOS 2 і представлено сервіс Apple Music.

### WWDC 2016
Конференція розробників відбулась 13-17 червня у Bill Graham Civic Auditorium та Moscone Center West, Сан-Франциско (США) (США). Основними темами було перейменовування OS X в macOS, представлені ОС iOS 10, watchOS 3 та tvOS 10.

### WWDC 2017
Конференція проходила з 5 по 12 червня у San Jose Convention Center, Сан-Хосе (США). На презентації було анонсовано ОС iOS 11, macOS High Sierra, watchOS 4, оновлення для TvOS. Також були представлені оновлені iMac, Macbook та Macbook Pro, нові iMac Pro, iPad Pro 10.5 та HomePod.

### WWDC 2018
Конференція проходила з 4 по 9 червня у конференц-центрі McEnery Convention Center, Сан-Хосе (США). На презентації були анонсовані нові версії ОС: iOS 12, watchOS 5, tvOS, macOS Mojave та новий магазин програм Mac App Store. Також була представлена нова версія інтегрованого середовища розробки Xcode 10, в якій особливу увагу було приділено новим версіям фреймворків: ARKit — для використання доповненої реальності та Core ML — для побудови нейронних мереж.

### WWDC 2020
Захід проходив 22 червня в онлайн-форматі з причини пандемії COVID-19. На презентації були анонсовані нові версії ОС: iOS 14, watchOS 7, macOS Big Sur та iPadOS 14. Відеозйомка заходу велася в Apple Park у місті Купертіно, штат Каліфорнія (США).

### WWDC 2021
Конференція WWDC 2021, під девізом "Glow and Behold", пройшла з 7 по 11 червня 2021 року, як ще одна конференція в онлайн-форматі через загрозу  COVID-19. В ході проведення заходу Були анонсовані ОС: iOS 15, iPadOS 15, watchOS 8, tvOS 15, macOS Monterey та інші оновлення програмного забезпечення. На конференції не було анонсів нового апаратного забезпечення. Як і в 2020 році, відеозйомка заходу велася в Apple Park у місті Купертіно, штат Каліфорнія (США).

### WWDC 2022
Конференція WWDC 2022, під девізом "Call to code", пройшла з 6 по 10 червня 2022 року, як ще одна конференція в онлайн-форматі через загрозу COVID-19, як і дві попередні, проведені в 2020 і 2021 роках. В ході проведення заходу було анонсовано нові версії ОС: iOS 16, iPadOS 15, watchOS 9, macOS Ventura. Також, 6 червня був особливим днем у Apple Park в місті Купертіно, штат Каліфорнія (США), адже група розробників та студентів дивилися онлайн-заходи конференції разом.

### WWDC 2023
Конференція WWDC 2023, під девізом "Code new worlds", пройшла з 5 по 9 червня 2023 року, але знову в онлайн-форматі через загрозу COVID-19, як і три попередні, проведені в 2020, 2021 та 2022 роках відповідно. В ході проведення заходу було представлено MacBook Air 15, Mac Studio та Mac Pro. Також були представлені нові ОС: iOS 17, iPadOS 17, macOS Sonoma та watchOS 8, а також революційний продукт, яким стала гарнітура змішаної реальності Apple Vision Pro). Також, як і рік тому, 5 червня група розробників Apple і студенти дивилися онлайн-заходи конференції разом.

### WWDC 2024
Конференція WWDC 2024, під девізом "Action packed", проходила з 10 по 14 червня 2024 року, в ході якої були представлені представлені платформа Apple Intelligence зі ШІ, оновлення ОС: iOS 18, iPadOS 18, macOS 15.0 Sequoia, watchOS 11, а також visionOS 2.

### WWDC 2025
Конференція WWDC 2025, під девізом "Sleek peek.", проходила з 9 по 13 червня 2025 року, в ході якої були представлені представлені оновлення ОС: iOS 26, iPadOS 26, macOS 26.0 Tahoe, watchOS 26, а також visionOS 26.